# Burn It to the Ground
"Burn It to the Ground" é o quarto single (quinto single no Canadá, depois de "I'd Come For You"), lançado pela banda pós-grunge canadense Nickelback pelo sexto álbum em estúdio, Dark Horse. Foi lançado na quinta-feira, 29 de janeiro de 2009. A canção é usada atualmente como a música tema, do filme Date Nigth / Uma Noite Fora de Série.

## Uso Promocional
É parte da trilha sonora do filme Transformers: A Vingança dos Derrotados, no qual pode ser ouvida no fundo durante uma cena da festa. O lutador profissional de MMA Ben Rothwell usou essa música como a sua música de entrada na sua primeira luta no UFC contra Cain Velasquez no UFC 104.
A música também é destaque no trailer do filme Date Nigth / Uma Noite Fora de Série (2010), foi também utilizado para a entrada do apresentador do Top Gear Live Show.
"Burn It to the Ground" se tornou o single mais bem sucedido do Nickelback, na Finlândia e foi só o segundo single do Nickelback a entrar no Finnish Singles Chart, chegando até agora na posição # 7, sua primeira entrada foi com How You Remind Me 8 anos atrás, quando alcançou a posição # 18.
"Burn It to the Ground" era usada como tema do WWE RAW até Julho de 2012 quando foi substituída por "The Night" de Kromestatik.

## Faixas
1. Burn It to the Ground (Clean Edit) - 3:29

## Informações da música
O Nickelback está atualmente tocando-a na sua turnê Dark Horse World Tour, onde Kroeger geralmente começa a canção, dizendo "essa música é o tema da minha vida."
A canção foi indicada na categoria Melhor Performance de Hard Rock na 52ª premiação do Grammy, mas perdeu para o AC / DC.
Em 28 de fevereiro de 2010, Nickelback executou a canção na cerimónia de encerramento dos Jogos Olímpicos de Inverno de 2010 em Vancouver. A performance ajudou a música a alcançar # 2 no iTunes do Canadá, enquanto o álbum alcançou # 2 na categoria de melhores álbuns (quase um ano e meio após seu lançamento).

## Videoclipe
O vídeo estreou em 10 de julho de 2009. O vídeo mostra a banda no palco da Arena O2 em Londres, tocando a música. As cenas de multidão são uma mistura de todos os seus shows da Dark Horse Tour no Reino Unido.

## Desempenho nas paradas musicais
| Parada musical (2009)                         | Melhor posição |
| --------------------------------------------- | -------------- |
| U.S. Billboard Bubbling Under Hot 100 Singles | 8              |
| U.S. Billboard Hot Mainstream Rock Tracks     | 3              |
| U.S. Billboard Alternative Songs              | 32             |
| U.S. Billboard Rock Songs                     | 7              |
| Canadian Hot 100                              | 37             |
| Finnish Singles Chart                         | 7              |